# Vejle
Vejle ( PRONÚNCIA DINAMARQUESA) é uma cidade portuária da Dinamarca, no sudeste da península da Jutlândia, na cabeceira do fiorde de Vejle, onde convergem o rio Vejle e o rio Grejs e seus vales.              

A cidade faz parte da Região do Triângulo, que inclui as cidades vizinhas de Kolding e Fredericia.

| Etimologia de Vejle O nome geográfico Vejle deriva da palavra vejle (vau), significando ”ponto onde, numa corrente de água, se pode passar a pé ou a cavalo”. A cidade está mencionada como Wæthlæ e Wæthæl, no século XIII. |

Tem uma população de 60 231 (2022),  tornando-se a nona maior cidade da Dinamarca.                                                                                               

É o centro administrativo da comuna de Vejle, pertencente à Região da Dinamarca do Sul (Syddanmark).

Vejle é mais conhecida por suas colinas arborizadas, pelo seu fiorde, porto, shopping, calçadão e seu icônico moinho de vento.

## Geografia

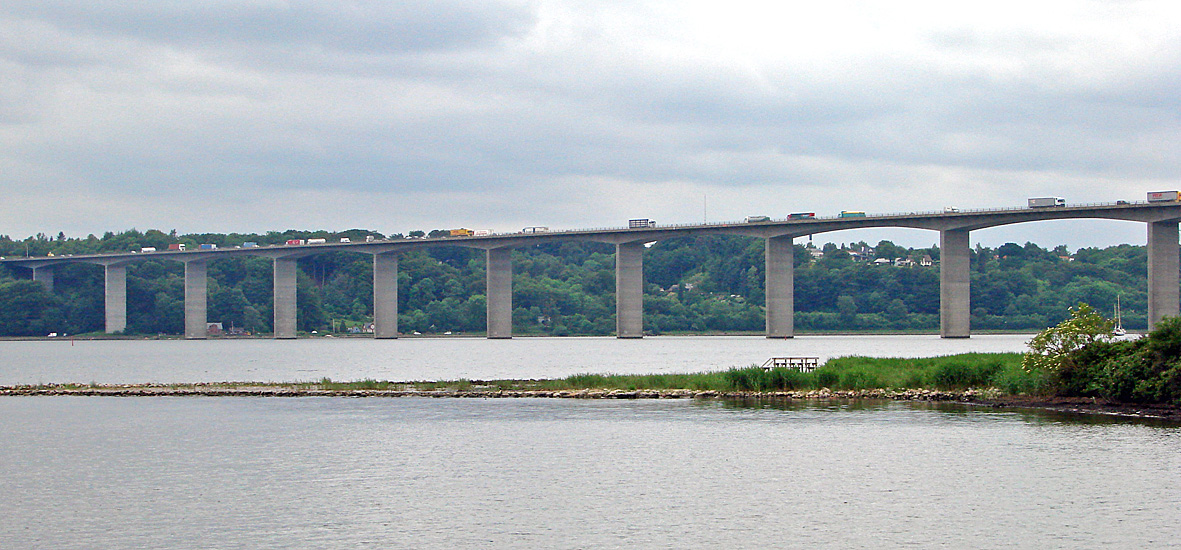
Vejle Fjord Bridge

O centro de Vejle foi construído em uma ilha glacial no rio Vejle, remanescente de uma colina formada durante a última era glacial.
Para um país onde a maior elevação natural é de apenas 170 m (558   acima do nível do mar, Vejle é conhecida pelas colinas arborizadas que se erguem ao norte e ao sul da cidade e do fiorde.
Os vales dos dois rios que convergem em Vejle são únicos na Dinamarca: o Vale do Rio Vejle (Vejle Ådal) é o maior vale de túnel na Dinamarca, e o Vale do Grejs (Grejsdalen) é o maior desfiladeiro da Dinamarca.
Ambas desembocam no fiorde de Vejle, que liga Vejle pela água através do Estreito do Pequeno Cinturão até o Mar Báltico, e através dos estreitos de Kattegat e Skagerrak até o Oceano Atlântico.

## Política

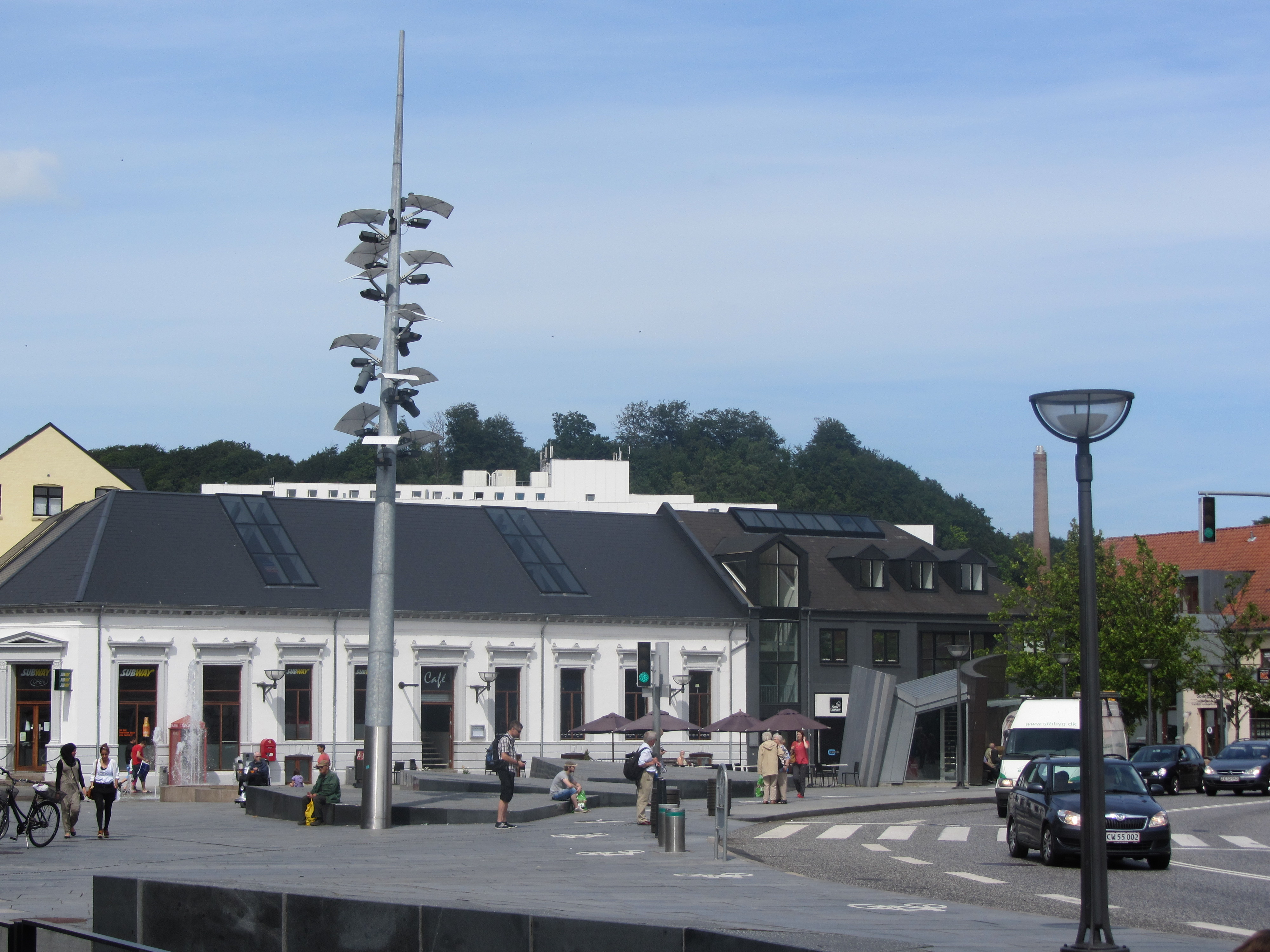
Praça Nørretorv no extremo norte do calçadão

Desde que o social-democrata Christian Jacobsen se tornou o primeiro prefeito eleito de Vejle em 1919, a cidade tem sido um reduto para os social-democratas e os sindicatos.  O mais antigo prefeito social-democrata foi Willy Sørensen, um líder sindical que se juntou ao conselho da cidade em 1937 e ocupou o cargo de prefeito por 31 anos, de 1946 até sua morte em 1978.
Em 1993, a dinastia social-democrata foi rompida, quando um candidato de uma coalizão de partidos de oposição, Flemming Christiansen, se tornou prefeito.  Em 2009, os social-democratas estavam novamente fora do poder quando o candidato liberal Arne Sigtenbjerggaard ganhou as eleições.
Vários nativos de Vejle também fizeram carreira na política nacional, incluindo o atual primeiro-ministro Lars Løkke Rasmussen (Liberal), o ex-ministro do Tesouro Lund Poulsen (Liberal), o ex-ministro da Saúde Torben Lund (social-democrata) e ex-ministro da Saúde. Ministro dos Transportes Flemming Hansen (Conservador).

## A infraestrutura

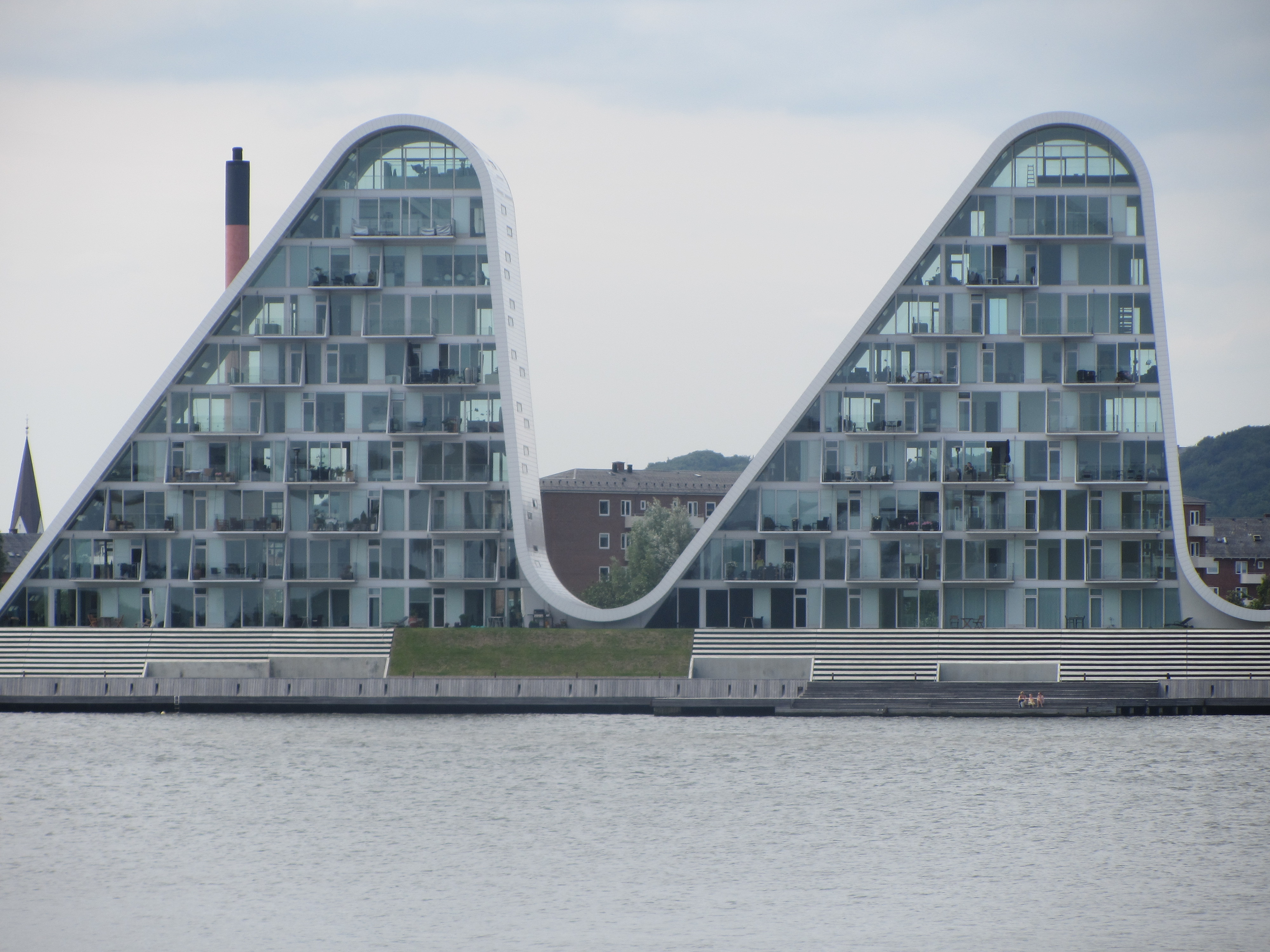
The Wave (Bølgen) é um edifício residencial

Historicamente falando, o desenvolvimento de Vejle tem sido guiado pela localização central da cidade no país e sua localização no fiorde de Vejle.  O calçadão de Vejle hoje segue o mesmo curso de alguns dos primeiros caminhos da cidade  – painéis de vidro colocados em Torvegade permitem que os pedestres vejam a estrada histórica do mercado a poucos metros sob a superfície atual da rua.
A autoestrada E45 passa perto do centro de Vejle, na ponte do fiorde de Vejle.  Vejle também está localizada na Rota Primária 28 e na Rodovia Mid-Jutland (Midjyske Motorvej, Rota Primária 18) de Herning.

## Economia
É um importante centro comercial e de serviços, contando com muitas pequenas e médias empresas para além de algumas grandes, com indústrias de alimentos e bebidas, assim como de transportes e distribuição.                                                                                                

## Pontos turísticos
Esta antiga cidade tem várias atrações turísticas de destaque:

- Igreja de São Nicolau (Sct. Nicolai Kirke; construída no século XIII; preserva os restos mortais de uma mulher da Idade do ferro, c. 490 a.C.)
- Pedras de Jelling (Jellingstenene; a 10 km a noroeste da cidade de Vejle)

## Clubes
- Vejle Boldklub (clube de futebol sediado em Vejle e participante na Superliga Dinamarquesa, o 1.o escalão de futebol do país). [10]